# Marie Bélisle
Marie Bélisle est une poète, artiste multimédia, créatrice d'œuvres de littérature numérique et écrivaine québécoise née en 1958 à Jonquière.

## Biographie
Marie Bélisle est née à Jonquière en 1958 dans la région du Saguenay–Lac-Saint-Jean.
Elle a occupé divers emplois, allant de l'enseignement à l'informatique, en passant par les communications. Elle a été attachée de presse, journaliste et conceptrice-scénariste-rédactrice Web,.
Elle a vécu à Montréal et à Rimouski, avant de s'établir à Paris, en France.

### Vie littéraire
Elle publie d'abord ses textes dans la revue La Barre du jour. Puis, elle collabore à la revue Urgences. En 1986, elle signe le texte liminaire d'un numéro de la revue Urgences intitulé « Corps et jouissance » publié en écho à l'exposition « Corps et jouissance: regards de femmes » du  Musée régional de Rimouski.
Son premier recueil de poésie intitulé Noces; suivi de L'itinéraire désirant est publié en 1983 aux Éditions du Noroît. Elle écrit aussi dans la revue Tangence et dans Les Écrits,.
L'écriture de Marie Bélisle s'inscrit dans le courant formaliste de la littérature. Elle s'intéresse aux possibilités de l'informatique en création littéraire et à la littérature numérique. Elle développe plusieurs projets de publications numériques mélangeant les arts visuels et l'écriture; elle crée des tableaux-poèmes, de la littérature générée par ordinateur et de la poésie interactive,,.
À l'Université du Québec à Rimouski, elle a enseigné l'écriture collective en réseau.
Elle entame le projet d'écriture en ligne Scriptura et caetera en 1999 avec André Savard et Michel Du Bois,. Dans son texte « Alter ego » publié sur ce site web, Marie Bélisle fait cohabiter deux textes l'un sur l'autre. Lorsque le curseur de la souris d'ordinateur survole un mot, le mot du texte caché apparaît à la place du mot visible. Cet effet « apparition / disparition » fait partie de ce que Serge Bouchardon appelle la rhétorique de la manipulation.
Elle crée avec d'autres auteurs l'application Lieux-dits qui propose des textes littéraires géolocalisés.
À la suite des Attentats du 13 novembre 2015 perpétrés en France par l'État islamique, elle écrit un court article intitulé « Je vais bien » pour le journal rimouskois Le Mouton noir.
En 2019 et 2020, parallèlement à la version web de son projet Les mots sont des nombres comme les autres, elle publie des extraits dans plusieurs numéros de la revue Les Écrits,,.
En 2020, elle fait paraître Tout ça ne fait pas un poème, qui repose sur l'idée de protocole. Le design graphique est réalisé par l'auteure elle-même.

## Œuvres

### Poésie
- Noces ; suivi de L'itinéraire désirant, Saint-Lambert, Éditions du Noroît, 1983
- Nous passions, Saint-Lambert, Éditions du Noroît, 1986, 79 p. (ISBN 978-2-89018-138-0)
- Chroniques analogiques, Saint-Lambert, Éditions du Noroît, 1989, 72 p. (ISBN 978-2-89018-182-3)
- Tout comme, ou, Les conditions de la luxure, Montréal, Éditions du Noroît, 2007, 67 p. (ISBN 978-2-89018-595-1)
- Je suis un livre, Montréal, Éditions du Noroît, 2011 (ISBN 978-2-89018-712-2)
- Ici-bas, Montréal, Noroît, 2014, 53 p. (ISBN 978-2-890-18877-8)
- Tout ça ne fait pas un poème - Art apoétique, Books on Demand, 15 mars 2020, 88 p. (ISBN 978-2-322-20723-7)
- Camera lucida : chambres et antichambres, Montréal, Éditions du Noroît, 2022, 107 p. (ISBN 978-2-897-66344-5)

### Ouvrages collectifs
- Poésimage : rencontres québécoises (Marie Bélisle, et al.), Savigny-le-Temple (France), Poésimage (no 13), 1988, 58 p.

### Écriture numérique
- PLI (production littéraire informatisée), Application regroupant quatre programmes originaux de génération automatique de texte littéraire et un hypertexte interactif, 1990.
- Eaux, Cédérom multimédia : texte, musique et vidéo, En collaboration avec l’Ensemble microcanonique de Brest (musique) et Claude Rizzo (vidéo), 2001.
- Scriptura et caetera, Textes littéraires interactifs et animés + textes en collaboration, www.scripturae.com, depuis 1999[22].

- Immortalités, site Internet, Textes de fiction et de réflexion à partir de négatifs anciens, www.immortalites.com, 2014.

### Ouvrages collectifs de théorie
- « Pratiques, langages, interfaces », dans François Dumont et Frances Fortier (Dir.), Littérature québécoise. La recherche en émergence, Nuit blanche éditeur, coll. « Les cahiers du CRELIQ », 1991, 244 p. (ISBN 2-921053-06-3, lire en ligne), p. 141-152
- « Le fantôme de Stéphane Mallarmé », dans Richard St-Gelais (Dir.), Nouvelles tendances en théorie des genres, Nuit blanche éditeur, 1998, 314 p. (ISBN 2-921053-89-6, 2921053896), p. 205-226